# Robert Wrzosek
Robert Wrzosek (ur. 7 marca 1970 w Dzierżonowie) – polski aktor, reżyser i scenarzysta teatralny i filmowy.

## Życiorys

### Edukacja

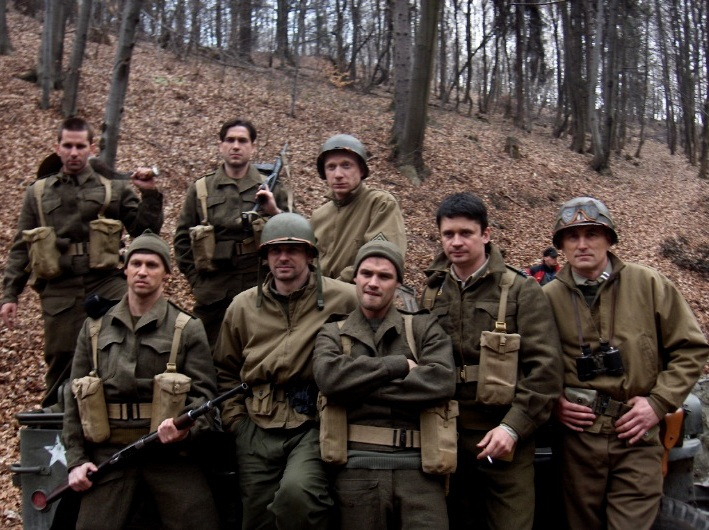
Robert Wrzosek (pierwszy z lewej w dolnym rzędzie) jako Nigel Wood na planie serialu Tajemnica twierdzy szyfrów (2006)

W 2001 ukończył PWST w Krakowie – Filia we Wrocławiu. Jest również absolwentem Lart studio w Krakowie.

### Kariera
Współpracował z wieloma polskimi teatrami, takimi jak np. Wrocławski Teatr Pantomimy, Wrocławski Teatr Współczesny im. Edmunda Wiercińskiego, Teatr Polski we Wrocławiu oraz z Operą Wrocławską. Wyreżyserował dwa wielokrotnie nagradzane filmy niezależne: Stacja Mirsk i Jedenaste: nie uciekaj.
W 2011 zagrał jedną z głównych ról w krótkometrażowym filmie Wataha oraz zadebiutował w kinie jedną z głównych rol w filmie Dzień kobiet w reżyserii Marii Sadowskiej.

## Filmografia (aktor)
- 2000−2004: Świat według Kiepskich − żandarm (odc. 50); oficer (odc. 159)
- 2001−2011: Plebania − akwizytor handlujący dewocjonaliami (odc. 110); agent (odc. 1223 i 1269); Andrzej Polak (odc. 1759 i 1765)
- 2002−2010: Samo życie − Jan Czerwiński
- 2002: Na dobre i na złe − ratownik (odc. 124)
- 2004−2012: Pierwsza miłość − 4 role: Marecki; przywódca więziennego gangu Glebur; lekarz; Janusz, ojciec Krzysztofa
- 2004−2006: Fala zbrodni − Kacper (odc.14),kierowca konwoju (odc.28) (nie występuje w napisach)[1], Ruski gangster (odc.36), ochroniarz „Janickiego” (odc.69) (nie występuje w napisach)[2]
- 2005: Stacja Mirsk − Tygrys
- 2005−2006: Kryminalni − sutener Michaś (odc. 31); Bolo (odc. 59)
- 2005: Biuro kryminalne − Marek Czerwiński (odc. 12)
- 2006−2007: Pogoda na piątek − Czarek, narzeczony Halinki
- 2006: Niania − łysy (odc. 56)
- 2006: Mrok − komendant (odc. 4)
- 2006−2007: Kopciuszek
- 2007: Tajemnica twierdzy szyfrów − Nigel Wood
- 2007: Na dobre i na złe − Damian (odc. 296)
- 2008: Przeznaczenie − „Łysy” (odc. 1)
- 2008−2009: Niesamowite historie − inspektor
- 2009: Tancerze − menedżer (odc. 8 i 10)
- 2009: Siostry − młodszy aspirant Paluszko (odc. 5)
- 2009: Przystań − Jeremi (odc. 9)
- 2009: Jedenaste: nie uciekaj − On
- 2009: Dom nad rozlewiskiem − kierowca Andrzej Parchuć
- 2010: Miłość nad rozlewiskiem − Andrzej Parchuć
- 2011: Prosto w serce − budowlaniec (odc. 128 i 148)
- 2011: Życie nad rozlewiskiem − Andrzej Parchuć
- 2011: Ojciec Mateusz − gangster (odc. 86)
- 2011: Kontrigra
- 2012: Julia − policjant (odc. 186)
- 2012: Galeria − kolega Kacpra (odc. 32)
- 2012: Wszystko przed nami − „Szary” (odc. 43)
- 2012: Dzień kobiet − Włoch, właściciel „Motylka”
- 2012: Nad rozlewiskiem − Andrzej Parchuć
- 2014: Prawo Agaty − ochroniarz w domu publicznym (odc. 55)
- 2015: Wierna jak pies − Oskar, policjant, który razem z Olą Wysocką ratuje Mikołaja Białacha
- 2017: Wyklęty – oficer UB Jaskóla